# Großenwede
Großenwede (niederdeutsch/plattdüütsch Grotenwe) ist ein Ortsteil der Stadt Schneverdingen im Landkreis Heidekreis in Niedersachsen. 

## Geografie
Der Ort  liegt etwa 6 km nordwestlich des Stadtzentrums und ist über die K30 mit ihm verbunden. Er liegt inmitten einer forst- und landwirtschaftlich genutzten Landschaft.
Wohnplätze in Großenwede sind Schultenwede/Schultenwe, Osterwede/Osterwe, Haswede/Haswe.

## Geschichte
Am 1. März 1974 wurde Großenwede in die Gemeinde Schneverdingen eingegliedert.

## Politik
Ortsvorsteher ist Gerhard Ruschmeyer.